# رائیس قدیس
رائیس قدیس (انگلیسی: Saint Rais؛ سدهٔ سوم پس از میلاد – ۳۰۳ پس از میلاد) که با نام‌های دیگری چون ایریس، ایرائیدا، هرائیس و راییس هم شناخته می‌شود، یک قدیس مسیحی و شهیدی است که توسط کلیساهای کاتولیک رومی و کلیساهای ارتدکس شرقی مورد احترام قرار می‌گیرد. طبق یک روایت، او دختر یک کشیش مسیحی به نام پیتر بود که در اسکندریه واقع در استان رومی مصر زندگی می‌کرد. در سن دوازده سالگی، او را برای زندگی در صومعه زنانه به شهر باستانی تمان فرستادند. روزی در سال ۳۰۳ پس از میلاد، در زمان آزار و شکنجه گسترده مسیحیان در زمان امپراتور روم دیوکلتیان، او با راهبه‌های دیگر به چاهی رفت تا آب بکشد. در راه، یک کشتی را با گروهی راهبه، راهبان و دیگر مسیحیان در زنجیر دیدند که توسط لوکیانوس و افرادش مورد آزار و اذیت قرار گرفتند. رائیس متجاوزان را مورد سرزنش قرار داد و اصرار داشت که اگر مسیحیان را می‌کشند، او را نیز بکشند. او را به بازداشتگاه بردند. وقتی کشتی به آنتینوپولیس رسید، رائیس یکی از اولین کسانی بود که کشته شد. زمانی که لوکیانوس فریاد زد: «من بر خدای مسیحی تف می‌کنم»، رائیس اعتراض کرد، پا شد و آب دهانش را به صورت ظالم تف کرد. لوکیانوس سپس دستور داد دختر را شکنجه کرده و سر بریدند.